# Lista de medalhistas olímpicos nos 10000 metros

## Masculinos
| Ano  | Ouro                                | Prata                               | Bronze                                 |
| ---- | ----------------------------------- | ----------------------------------- | -------------------------------------- |
| 1912 | Hannes Kolehmainen ( Finlândia)     | Lewis Tewanima ( Estados Unidos)    | Albin Stenroos ( Finlândia)            |
| 1920 | Paavo Nurmi ( Finlândia)            | Joseph Guillemot ( França)          | James Wilson ( Reino Unido)            |
| 1924 | Ville Ritola ( Finlândia)           | Edvin Wide ( Suécia)                | Eero Berg ( Finlândia)                 |
| 1928 | Paavo Nurmi ( Finlândia)            | Ville Ritola ( Finlândia)           | Edvin Wide ( Suécia)                   |
| 1932 | Janusz Kusocinski ( Polónia)        | Volmari Iso-Hollo ( Finlândia)      | Lasse Virtanen ( Finlândia)            |
| 1936 | Ilmari Salminen ( Finlândia)        | Arvo Askola ( Finlândia)            | Volmari Iso-Hollo ( Finlândia)         |
| 1948 | Emil Zátopek ( Tchecoslováquia)     | Alain Mimoun ( França)              | Bertil Albertsson ( Suécia)            |
| 1952 | Emil Zátopek ( Tchecoslováquia)     | Alain Mimoun ( França)              | Alexander Anufrijew ( União Soviética) |
| 1956 | Wladimir Kuz ( União Soviética)     | József Kovács ( Hungria)            | Allan Lawrence ( Austrália)            |
| 1960 | Pjotr Bolotnikow ( União Soviética) | Hans Grodotzki (Equipa Alemã Unida) | David Power ( Austrália)               |
| 1964 | William Mills ( Estados Unidos)     | Mohammed Gammoudi ( Tunísia)        | Ron Clarke ( Austrália)                |
| 1968 | Naftali Temu ( Quênia)              | Mamo Wolde ( Etiópia)               | Mohammed Gammoudi ( Tunísia)           |
| 1972 | Lasse Viren ( Finlândia)            | Emiel Puttemans ( Bélgica)          | Muruse Yefter ( Etiópia)               |
| 1976 | Lasse Viren ( Finlândia)            | Carlos Lopes ( Portugal)            | Brendan Foster ( Reino Unido)          |
| 1980 | Muruse Yefter ( Etiópia)            | Kaarlo Maaninka ( Finlândia)        | Mohammed Kedir ( Etiópia)              |
| 1984 | Alberto Cova ( Itália)              | Michael McLeod Reino Unido          | Michael Musyoki ( Quênia)              |
| 1988 | Brahim Boutayeb ( Marrocos)         | Salvatore Antibo ( Itália)          | Kipkemboi Kimeli ( Quênia)             |
| 1992 | Khalid Skah ( Marrocos)             | Richard Chelimo ( Quênia)           | Addis Abebe ( Etiópia)                 |
| 1996 | Haile Gebrselassie ( Etiópia)       | Paul Tergat ( Quênia)               | Saleh Hissou ( Marrocos)               |
| 2000 | Haile Gebrselassie ( Etiópia)       | Paul Tergat ( Quênia)               | Assefa Mezgebu ( Etiópia)              |
| 2004 | Kenenisa Bekele ( Etiópia)          | Sileshi Sihine ( Etiópia)           | Zersenay Tadesse ( Eritreia)           |
| 2008 | Kenenisa Bekele ( Etiópia)          | Sileshi Sihine ( Etiópia)           | Micah Kogo ( Quênia)                   |
| 2012 | Mo Farah ( Reino Unido)             | Galen Rupp ( Estados Unidos)        | Tariku Bekele ( Etiópia)               |

## Femininos
| Ano  | Ouro                               | Prata                                   | Bronze                               |
| ---- | ---------------------------------- | --------------------------------------- | ------------------------------------ |
| 1988 | Olga Bondarenko ( União Soviética) | Elizabeth McColgan-Lynch ( Reino Unido) | Jelena Schupijewa ( União Soviética) |
| 1992 | Derartu Tulu ( Etiópia)            | Elana Meyer ( África do Sul)            | Lynn Jennings ( Estados Unidos)      |
| 1996 | Fernanda Ribeiro ( Portugal)       | Wang Junxia ( China)                    | Gete Wami ( Etiópia)                 |
| 2000 | Derartu Tulu ( Etiópia)            | Gete Wami ( Etiópia)                    | Fernanda Ribeiro ( Portugal)         |
| 2004 | Xing Huina ( China)                | Ejagayehu Dibaba ( Etiópia)             | Derartu Tulu ( Etiópia)              |
| 2008 | Tirunesh Dibaba ( Etiópia)         | Elvan Abeylegesse ( Turquia)            | Shalane Flanagan ( Estados Unidos)   |
| 2012 | Tirunesh Dibaba ( Etiópia)         | Sally Kipyego ( Quênia)                 | Vivian Cheruiyot ( Quênia)           |